# オハ・ノグリキ狭軌鉄道
オハ・ノグリキ狭軌鉄道（ロシア語: Узкоколейная железная дорога Оха — Ноглики）はロシア連邦サハリン州のオハ駅とノグリキ駅を結んでいた全長233kmの軽便鉄道である。軌間は750mmであり、旧ソビエト連邦領内の軽便鉄道としては最大級の路線であった。

## 歴史
1925年にオハ - ウルクト間が開通したのがはじまりである。1953年にはオハ - ノグリキ間の全線が開通した。
1980年代後半には1067mmに改軌してサハリン島内の他路線と一体化する計画が立てられたが、ソビエト連邦の崩壊によって計画は頓挫した。

2006年12月に廃止され、翌2007年までに線路は撤去された。